# Bo Lidegaard
Bo Lidegaard R.1   (født 23. januar 1958 i Godthåb) er en dansk historiker, dr.phil. og tidligere ansvarshavende chefredaktør for Politiken. Bo Lidegaard arbejdede i Udenrigsministeriet 1984-2005, var departementsråd og ambassadør i Statsministeriet 2005-11 og blev 26. april 2011 udnævnt til ansvarshavende chefredaktør for Politiken efter Tøger Seidenfaden.
Bo Lidegaard er søn af højskolelærer og forfatter Mads Lidegaard og journalist og forfatter Else Lidegaard. Han er bror til tidligere udenrigsminister Martin Lidegaard (RV), til professor, dr.med. Øjvind Lidegaard og biolog Kresten Lidegaard. Bo Lidegaard blev i 1976 student fra Gentofte Statsskole og blev i 1984 cand.phil. i historie fra Københavns Universitet. I 1997 blev han dr.phil. på en disputats om Henrik Kauffmann; disputatsen blev udgivet under titlen I kongens navn – Henrik Kauffmann i dansk diplomati 1919-1958, og den påviste bl.a. hvorfor den danske gesandt i Washington under 2. verdenskrig, Henrik Kauffmann, på eget initiativ gav amerikanerne tilladelse til at oprette flybaser i Grønland. Lidegaard har siden udgivet ti bøger, fortrinsvis om Danmarks nyere historie, mest kendt biografien over Jens Otto Krag (2002-03). Hans bog om de danske jøders flugt i 1943, Landsmænd (2013), er udkommet i 12 lande.   
Han har været nomineret til Årets historiske bog to gange med hhv. Kampen om Danmark 1933-1945 (2005) og En fortælling om Danmark i det 20. århundrede. (2011). Begge gange er han endt på en fjerdeplads.

## Karriere
- Ansat Udenrigsministeriet (1984)
- Ambassadesekretær, Danmarks faste delegation ved FN, Genève (1987)
- Sektionschef, Udenrigsministeriet (1990)
- Forskningsstipendiat, Retsvidenskabeligt Institut, Københavns Universitet (1994)
- Sekretær for Udenrigspolitisk Nævn, Udenrigsministeriet (1996)
- Økonomisk rådgiver ved den danske ambassade i Paris (1997)
- Kultur- og presseråd ved den danske ambassade i Paris + Danmarks faste repræsentant ved UNESCO (1998)
- Forskningsstipendiat, Det kongelige bibliotek (2000)
- Kontorchef Mellemøsten, Nordafrika og Latinamerika, Udenrigsministeriet (2003)
- Departementsråd, ambassadør, Statsministeriet (2005)
- Forskningsstipendiat, DIIS. (2011)
- Ansvarshavende chefredaktør Politiken (2011-2016)

## Privatliv
Gift med Vibeke Sejrbo Nielsen.
Børn: Mads Emil Sejrbo Lidegaard (f. 1978), Liv Sejrbo Lidegaard (f. 1986), Kristian Sejrbo Lidegaard (f. 1989), Nikolaj Sejrbo Lidegaard (f. 1996).

## Priser og nomineringer
- Ebbe Munck's Hæderspris (1997)
- Amalienborg-medaljen (1998)
- The Rescue Award (1998)
- Sven Henningsen Prisen (1999)
- Søren Gyldendal Prisen (2002)
- Ridder af 1. grad af Dannebrog (2004)
- Gyldendals Faglitterære Pris (2006)[3]